# 中ノ島公園 (那珂川市)

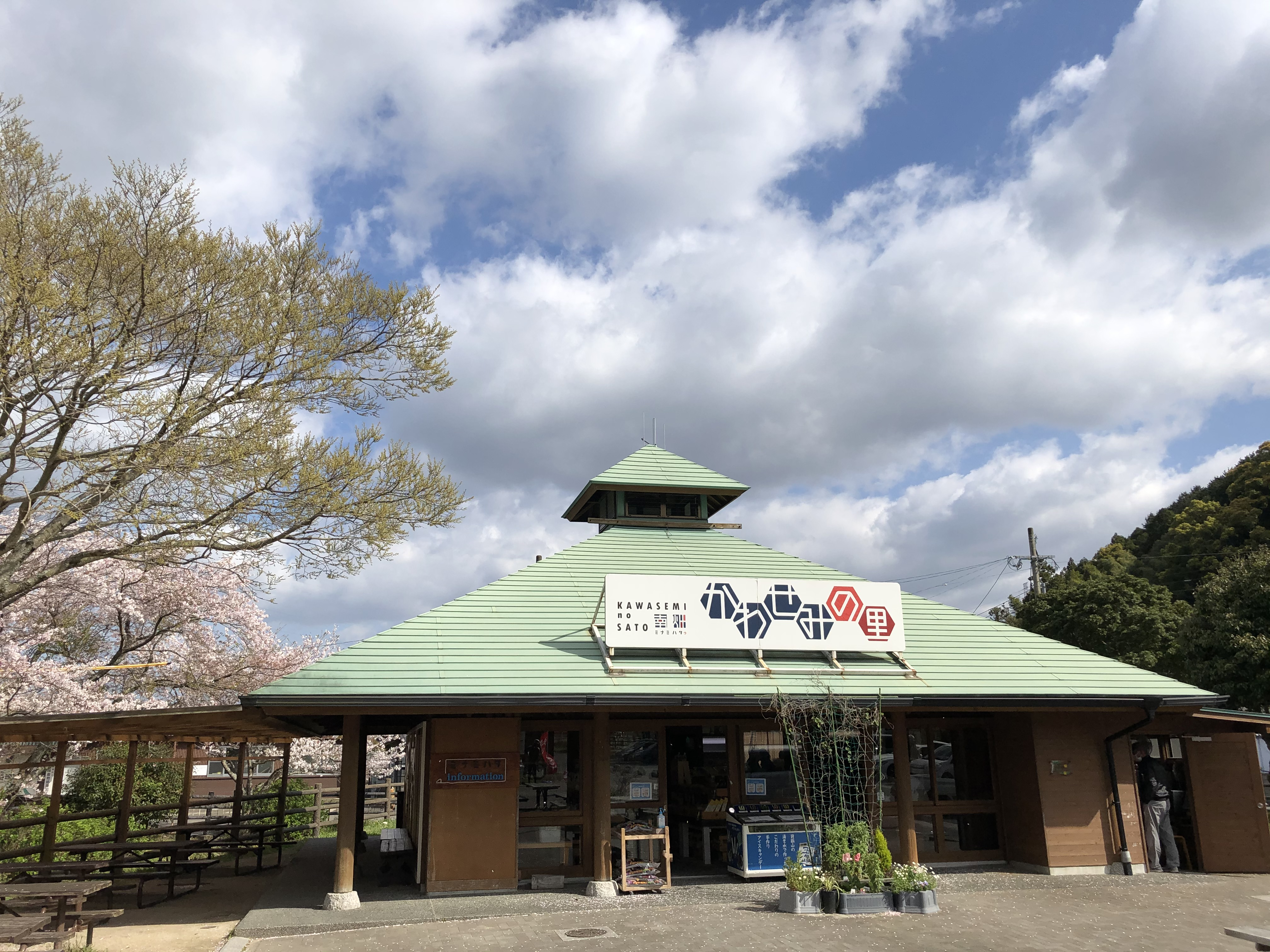
かわせみの里

中ノ島公園（なかのしまこうえん）は、福岡県那珂川市にある公園である。

## 概要
那珂川上流の中州及びその付近を整備してきた公園であり、国道385号線沿いにある。園内には生産物直売所「かわせみの里」や管理センターである「四季彩館」があり、夏から秋にかけて川遊びや紅葉狩りのために訪れる人が多い。隣接地には、日吉神社及び福岡県指定天然記念物のヤマモモ、オガタマノキなどがある日吉の杜がある。

## アクセス
- JR西日本博多南線博多南駅からかわせみバス南畑線に乗車し、中ノ島公園前下車すぐ。
- マイカーの場合、福岡市内より国道385号を南下し約18km。また長崎自動車道東脊振インターチェンジより約19km[3]、もしくは福岡高速環状線野多目出入口より約10㎞。
- 駐車場有り